# First Columbia County Courthouse
Das First Columbia County Courthouse ist ein früheres Justiz- und Verwaltungsgebäude an der New York State Route 23B in Claverack, Columbia County im US-amerikanischen Bundesstaat New York. Es ist ein Backsteingebäude, das 1786 im Federal Style erbaut und in der Mitte des 19. Jahrhunderts erneuert wurde.
Zur damaligen Zeit hatte Claverack den Verwaltungssitz des Columbia Countys inne. Das Courthouse wurde zwanzig Jahre lang in dieser Funktion genutzt, bis Hudson in der Nähe Claverack als Sitz der Countyverwaltung ablöste. Martin Van Buren war in diesem Gericht tätig und vermutlich auch Alexander Hamilton. Der Fall People v. Croswell, in dem sich der Journalist Harry Croswell wegen seiner Kritik an Präsident Thomas Jefferson strafrechtlich verantworten musste, wurde zunächst hier verhandelt.
Als die Zeit als Gerichtsgebäude endete, wurde es als Versammlungshaus genutzt, jedoch später in ein Wohngebäude umgewandelt. Es wurde 1998 in das National Register of Historic Places eingetragen.

## Gebäude
Das Gebäude befindet sich an der Nordseite der State Route 23B, an der westlichen Ecke zur Old Lane, gegenüber dem ebenfalls in das Register aufgenommenen Stephen Hogeboom House. Die Nachbarschaft dient Wohnzwecken und besteht aus anderen Häusern aus dem 18. und 19. Jahrhundert. Das Gebäude steht im vorderen Bereich einer 3000 m² großen Parzelle, auf der sich zwei weitere Bauwerke befinden, eine moderne Garage und ein Gazebo. Beide sind modern und sind daher nicht beitragend zum historischen Charakter des Baudenkmals.

### Exterieur
Das frühere Courthouse selbst ist ein zweistöckiges Backsteingebäude auf einem steinernen Fundament und spannt fünf auf vier Joche. Das Satteldach ist mit gefalztem Blech gedeckt. Es wird an der Dachtraufe durch einen breiten Fries und ein ausgeformtes Gesims abgeschlossen.
An der Nordseite steht ein zweistöckiger Seitenflügel, der selbst wieder über einen zweistöckigen Seitenflügel in Holzständerbauweise verfügt. An der Westseite befindet sich ein einstöckiger Anbau mit Flachdach.
Die Vorderseite (Südfassade) wird durch den Haupteingang dominiert. Dieser verfügt über einen von geriffelten Säulen getragenen Portikus mit Flachdach und tiefgezogenem Gesims. Seitliche Fenster und ein Kämpferfenster säumen den Eingang mit den beiden dorischen Säulen¨und dem von diesen gestützten Türsturz mit der ausgeformten Oberkante und den angesetzten Verzähnungen.
An der Ostseite befinden sich drei Fenster im Erdgeschoss und zwei im Stockwerk darüber. Das mit Holzbohlen verkleidete Giebelfeld hat ein großes Oberlicht. Die beiden anderen Seiten werden durch ihre jeweiligen Seitenflügel beherrscht.

### Interieur
Die schmale zentrale Halle besteht heute aus zwei Räumen gleicher Größe. Sie lief einst über die gesamte Tiefe des Bauwerks. Der Backsteinflügel wurde umfassend für seine heutige Nutzung als Wohnung umgebaut. In der Backsteinwand ist der zugemauerte offene Kamin sichtbar. Der Seitenflügel ist nicht unterkellert. Der Anbau in Holzständerbauweise wurde ebenfalls umgestaltet.
Im Kellergeschoss des Haupttraktes wurde eine tragende Wand eingezogen, die parallel zur Ostseite der Halle verläuft. Zwei alte gefaste Pfosten unter dem südwestlich gelegenen Raum wurden ersetzt, um den Raum zu stützen.

## Geschichte
Das Gebäude wurde in den ersten zwei Jahrzehnten seiner Existenz als Courthouse genutzt. In dieser Zeit waren etliche damals prominente Rechtsanwälte hier tätig, auch eine Grundsatzentscheidung in der Rechtsgeschichte der Vereinigten Staaten nahm hier ihren Ausgang. Anschließend diente es als Versammlungshaus. Ein Jahrhundert später wurde es im Innern umfassend erneuert und umgebaut, als es in Wohnungen umgewandelt wurde.

### 1786–1806: Courthouse
Das Columbia County wurde 1786 gebildet und Claverack zu seinem Verwaltungssitz bestimmt. In dem Jahr übertrug einer der Bewohner, Gabriel Esselstyne, dem County das Grundstück gegen eine Zahlung von 20 ₤. Der ortsansässige Mauerer William Ludlow begann im Juli 1786 mit dem Bau. In manchen Berichten heißt es, dass die Bauzeit zwei Jahre betrug und der Bau 3600 ₤ kostete. Das Courthouse befand sich an der Kreuzung zweier wichtiger Straßen: die alte indianische Straße durch das Gebiet, die später zum mautpflichtigen Columbia Turnpike wurde und heute von den State Routes 23 und 23B gefolgt wird, und die ursprüngliche Trasse der Albany Post Road.
Das Gerichtsgebäude hatte an der Rückseite einen kleinen Anbau, der als Gefängnis diente, und in der Nähe befand sich ein Pranger, wo öffentliche Auspeitschungen ausgeführt wurden, sowie ein Galgen als Hinrichtungsstätte. Der Pranger besteht nicht mehr, die Lage des Galgenbaumes ist nicht mehr bekannt.
Noch während der Bautätigkeit wurden 1787 die ersten Gerichtssitzungen abgehalten, Richter Judge Peter Van Ness saß den Verhandlungen vor. Unter den Rechtsanwälten, die hier in die neue Anwaltskammer des Countys eingeschworen wurden, waren einige der bekanntesten Rechtsanwälte des Bundesstaates jener Zeit, darunter William Peter Van Ness, Ambrose Spencer, Thomas P. Grosvenor und Peter van Schaack, Männer, die später als Richter und in öffentlichen Ämtern des neuen Staates tätig waren. Der spätere US-Präsident Martin Van Buren aus dem nahen Kinderhook begann seine Karriere mit hier verhandelten Fällen. Es ist ziemlich wahrscheinlich, dass auch Alexander Hamilton in dem Gebäude aus und ein ging, da hier ein anhaltender Rechtsstreit unter seiner Beteiligung über Grundbesitz im heutigen Hillsdale geführt wurde.
In den Anfangsjahren des 19. Jahrhunderts nahm eine Grundsatzentscheidung hinsichtlich einer Verleumdungsklage nach dem 1. Zusatzartikel zur Verfassung der Vereinigten Staaten hier ihren Ausgang, als der junge aus Hudson kommende Journalist Harry Croswell, der die Federalist Party unterstützte, Präsident Thomas Jefferson und dessen Anhänger in einem kleinen Nachrichtenblatt mit dem Namen The Wasp (deutsch: Die Wespe) angriff. Dies veranlasste Ambrose Spencer, damaliger Attorney General des Bundesstaates, 1803 zur Klageerhebung gegen Croswe durch eine Grand Jury aufgrund des Verstoßes gegen den Sedition Act in zwei Fällen.
Spencer führte die Klage persönlich und Croswell wurde verurteilt. Der legte Berufung an dem Gericht ein, das heute als New York Supreme Court bekannt ist und das höchste Gericht des Bundesstaates ist. In einer sechsstündigen Verteidigungsrede argumentierte Hamilton, dass zutreffende Tatsachenbehauptungen nicht verleumderisch sein können. Die Richter konnte sich nicht einigen und Croswell wurde nicht verurteilt, auch kein neues Verfahren wurde angestrengt. 1805 nahm die New York State Legislature Hamiltons Argument in das Gesetz des Bundesstaates auf.
Ebenfalls 1805 wurde der Sitz des Countys nach Hudson verlegt, das infolge seiner Bedeutung im Walfang zu einem wichtigen Zentrum geworden war. Noch für ein Jahr fanden in Claverack Gerichtsprozesse statt, bis das neue Gerichtsgebäude dort fertiggestellt wurde. Viele Anwälte und Richter blieben jedoch in Claverack, da beide Orte nicht weit voneinander entfernt lagen und die Reise zwischen beiden Orten nicht lange dauerte.

### 1807 bis Gegenwart
Das Bauwerk genoss auch nach dem Auszug des Gerichtes ein hohes Ansehen bei der Bevölkerung. Seine hohen Decken machten es Ideal als Versammlungsstätte, und es wurde auch für Bildungs- und Tanzveranstaltungen genutzt. 1843 verkauft das County das Gebäude an den aus Brooklyn stammenden Kaufmann Peter Hoffman, der sich hierher zurückgezogen hatte. Dieser verpasste dem Gebäude bei seinen Renovierungen einige Elemente des Neoklassizismus, besonders durch den Portikus, der den Portikus des Hogeboom House auf der anderen Straßenseite widerspiegelte.
Bis zum Ende des 19. Jahrhunderts lösten sich eine Reihe von Eigentümern ab; diese waren allesamt ehemalige Bewohner von New York City. In diesem Zeitraum wurde der Küchenflügel in Holzständerbauweise an der Rückseite angebaut. Einige dieser Bewohner ließen weitere Renovierungen durchführen, sodass das Haus gemischte städtische – etwa die schmale zentrale Halle – und ländliche Merkmale erhielt. Es ist eines der am meisten verzierten Gebäude aus der Hoch-Zeit des Federal Styles im County.
Nach dem Zweiten Weltkrieg entschied ein neuer Besitzer Ende der 1940er Jahre zum Umbau des Gebäudes in ein Wohnhaus mit mehreren Wohneinheiten. Dieser Umbau führte zu weitreichenden Änderungen des Grundrisses im Innern des Gebäudes, insbesondere im hinteren Flügel. Zu diesem Zeitpunkt wurde auch die Garage hinzugefügt.